# Dołgij Most (Kraj Krasnojarski)
Dołgij Most (ros. Долгий Мост) – wieś (sieło) w Rosji, w Kraju Krasnojarskim, w rejonie abańskim. W 2010 liczyła 2254 mieszkańców.